# ロゼンダ・モンテロス

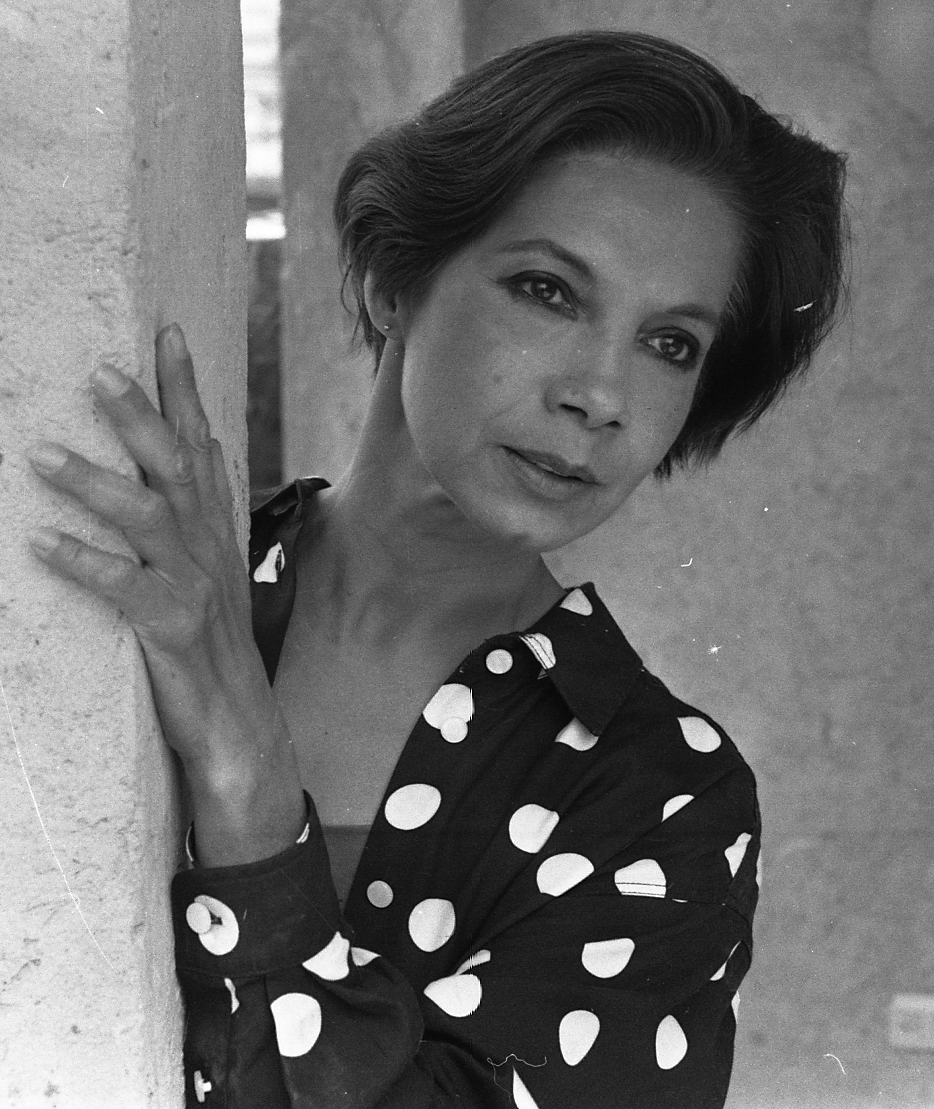
ロゼンダ・モンテロス

ロゼンダ・モンテロス（Rosenda Monteros, 1935年8月31日 - 2018年12月29日）は、メキシコの女優。ベラクルス州ベラクルスに生まれる。
1960年のアメリカ映画『荒野の七人』で村の娘ペトラを演じ、注目される。その後、1965年のイギリス映画『炎の女』でウルスラ・アンドレスと共演。

## 主な出演作品
| 公開年 | 邦題 原題                        | 役名       | 備考 |
| ------ | -------------------------------- | ---------- | ---- |
| 1960   | 荒野の七人 The Magnificent Seven | ペトラ     |      |
| 1965   | 炎の女 She                       | ウステイン |      |